# Aguada Grande
Aguada Grande – miasto w Wenezueli, w stanie Lara.